# モービアスの脳
「モービアスの脳」（モービアスののう、原題: The Brain of Morbius）は、イギリスのSFテレビドラマシリーズ『ドクター・フー』シーズン13の5番目のストーリー。イギリスでは1976年1月3日から1月24日にかけてBBC Oneで、日本では1990年2月14日から3月7日にかけてNHK BS2の衛星こども劇場枠で放送された。日本で放送された4代目ドクターのエピソードとしては最後の作品であり、今後の日本での展開は2006年9月25日に放送された「マネキンウォーズ」を待つこととなる。
脚本担当はロビン・ブランドとしてクレジットされているが、実際にはテランス・ディックスの執筆した脚本をロバート・ホームズが修正している。
本作の舞台は惑星カーンである。他の惑星の生物の肉体を使ってタイムロードの戦争犯罪者モービアスの肉体を作り上げようとするソロンとの攻防が描かれる。また、8代目ドクターの再生や12代目ドクターとクララ・オズワルドの別れにも関与したカーンの修道女が初登場を果たした。
メアリー・シェリーの小説『フランケンシュタイン』、特にジェイムズ・ホエールによる劇場版『フランケンシュタイン』とテーマの共通性が多く見られる。

## 製作
人間とロボットの関係性を盛り込むようヒンチクリフから依頼されたテランス・ディックスは、彼が脚本を担当した演劇 Doctor Who and the Daleks in the Seven Keys to Doomsday のアイディアを本作の脚本に使用した。しかし、彼が国外にいた際に物語の核となるロボットが決定され、予算の制約ゆえに脚本通りのロボットを実現できないことになった。脚本編集のロバート・ホームズはディックスに知らせることなく大幅な脚本の改変をしなくてはならず、ロボットのキャラクターはマッドサイエンティストのソロンに置き換えられた。イギリスに帰国して脚本の改変を知ったディックスは怒ってホームズへ電話をかけた。もはやホームズの脚本となっていたため彼はクレジットから名前を消すように依頼し、当たり障りのないロビン・ブランドという人物の名前が記載された。本作は1975年10月の間に撮影された。

### ドクターの顔
モービアスと4代目ドクターの戦いの最中に初代ドクターから4代目ドクターの姿が現れるが、この時に劇中未登場のドクターの顔が現れており、初代ドクターが真に最初のドクターの姿ではないことが示唆されている。
後のシーズン14 The Deadly Assassin ではタイムロードの再生回数が12回に制限されているという設定が明かされ、以前のシーズン10 The Three Doctors では初代ドクターが"earliest Doctor" と呼ばれている。モービアスとの戦いで登場したドクターの姿は初代ドクターの若い頃であるか、4代目以降の未来のドクターの姿である可能性がある。小説 Cold Fusion ではこれらの顔はスーザン誕生の頃に現役であったドクターの姿とされている。また、後の小説 Lungbarrow では初代ドクターを最初のドクターとしつつ、モービアスとの戦いで出現した顔はタイムロードの文明を築いたドクターの前世であるとした。
後に2020年の「時を超えた子供たち」では、ドクター自身も知らない初代以前のドクターが数多く存在したことが明らかになり、「モービアスの脳」に登場したドクターの顔はその一部の姿として扱われた。本作の放送から「時を超えた子供たち」の放送まで実に44年の歳月を要した。

## 評価
メアリー・ホワイトハウスは本作に見られるソロンによる襲撃シーンなどを強く批判した。ポール・コーネルらは本作のゴシックホラーのテーマを称賛し、デイヴィッド・J・ハウとスティーヴン・ジェームズ・ウォーカーは本作の登場人物を称賛し、暴力シーンをリアルだが大人向けと評価した。